# Georges Chibani
Georges Salim Chibani (in arabo جورج سالم شيباني‎?; Barelias, 1º luglio 1974) è un ex cestista libanese con cittadinanza canadese.

## Carriera
Con il Libano ha disputato i Campionati mondiali del 2002.